# Lesbia
A Lesbia  a madarak osztályának sarlósfecske-alakúak (Apodiformes)  rendjébe és a kolibrifélék (Trochilidae) családjába tartozó nem.

## Rendszerezés
A nembe az alábbi 2 faj tartozik:
- ollósfarkú kolibri (Lesbia victoriae)
- zöldfarkú ollósfarkú-kolibri (Lesbia nuna)